# Qualificazioni al campionato mondiale di calcio 2018 - UEFA - Turno di spareggio
Il turno di spareggio delle qualificazioni UEFA al campionato mondiale di calcio 2018 si sono svolti tra il 9 e il 14 novembre 2017 tra le otto migliori seconde nazionali classificate nella fase a gironi della zona UEFA, per stabilire le ultime quattro qualificate ai mondiali. Al termine dei match accedono al campionato del mondo 2018 Svizzera, Croazia, Svezia e Danimarca.

## Sorteggio
Le otto squadre sono state divise, tra teste di serie e no, secondo il ranking FIFA di ottobre 2017. Il sorteggio si è svolto il 17 ottobre 2017 alle ore 14:00.
| Teste di serie                                        | Non teste di serie                                         |
| ----------------------------------------------------- | ---------------------------------------------------------- |
| Svizzera (11) Italia (15) Croazia (18) Danimarca (19) | Irlanda del Nord (23) Svezia (25) Irlanda (26) Grecia (47) |

## Risultati
Le partite si sono disputate con gare di andata (9-10-11 novembre) e ritorno (12-13-14 novembre).
| Squadra 1        | Totale | Squadra 2 | Andata | Ritorno |
| ---------------- | ------ | --------- | ------ | ------- |
| Irlanda del Nord | 0 - 1  | Svizzera  | 0 - 1  | 0 - 0   |
| Croazia          | 4 - 1  | Grecia    | 4 - 1  | 0 - 0   |
| Svezia           | 1 - 0  | Italia    | 1 - 0  | 0 - 0   |
| Danimarca        | 5 - 1  | Irlanda   | 0 - 0  | 5 - 1   |

### Andata
| Arbitro: | Ovidiu Hațegan |

|  |           |                      |
|  | Marcatori | 58’ (rig.) Rodríguez |

| Arbitro: | Gianluca Rocchi |

|                                                        |           |                      |
| Modrić 13’ (rig.) Kalinić 19’ Perišić 33’ Kramarić 49’ | Marcatori | 30’ Papastathopoulos |

| Arbitro: | Cüneyt Çakır |

|               |           |  |
| Johansson 61’ | Marcatori |  |

| Copenaghen 11 novembre 2017, ore 20:45 UTC+1 | Danimarca     | 0 – 0 referto | Irlanda | Parken Stadium (36 189 spett.)\| Arbitro: \| Milorad Mažić \| |
| Arbitro:                                     | Milorad Mažić |               |         |                                                               |

### Ritorno
| Basilea 12 novembre 2017, ore 18:00 UTC+1 | Svizzera    | 0 – 0 referto | Irlanda del Nord | St. Jakob-Park (36 000 spett.)\| Arbitro: \| Felix Brych \| |
| Arbitro:                                  | Felix Brych |               |                  |                                                             |

| Il Pireo 12 novembre 2017, ore 21:45 UTC+2 | Grecia        | 0 – 0 referto | Croazia | Stadio Geōrgios Karaiskakīs (18 667 spett.)\| Arbitro: \| Björn Kuipers \| |
| Arbitro:                                   | Björn Kuipers |               |         |                                                                            |

| Milano 13 novembre 2017, ore 20:45 UTC+1 | Italia              | 0 – 0 referto | Svezia | Stadio Giuseppe Meazza (72 696 spett.)\| Arbitro: \| Antonio Mateu Lahoz \| |
| Arbitro:                                 | Antonio Mateu Lahoz |               |        |                                                                             |

| Arbitro: | Szymon Marciniak |

|          |           |                                                            |
| Duffy 6’ | Marcatori | 29’ Christiansen 32’, 63’, 74’ Eriksen 90’ (rig.) Bendtner |